# 拝師みほ
拝師 みほ（はやし みほ、2月6日 - ）は、日本の女性声優。東京都出身、大阪府育ち。ステイラック所属。

## 来歴
子供の頃は大阪府に住んでいたが、朝に1980年代のアニメが再放送されており、『らんま1/2』、『幽☆遊☆白書』などが好きでいつも観ていた。『幽☆遊☆白書』に登場する蔵馬は幼い頃の拝師はアニメのキャラは「その人物本人がしゃべっている」と認識しており、当然その声は男性の物だと思い込んでいた。小学4年生の時、声を演じているのが女性声優の緒方恵美だと知り、驚き、職業としての声優を知った。その時に「将来は絶対に声優になって、この衝撃を自分が人に与えられる存在になりたい」と思った。しかし両親、特に父は強く反対しており、小学校時代の拝師が「声優になりたい」と言っている時点から、「他の職業はもっとステキだよ」と誘導していたぐらいだった。声優のオーディションは20歳までは参加に保護者の同意が必要なため、未成年のうちは何もできなかった。拝師はすごく頑固で反対されればされるほど、逆に「絶対なるんだ!」のような気持ちが強くなっていったように2016年時点は思った。
その後、父から「声優の専門学校のお金は出さないぞ」と言われていたのもあり、高校卒業後は大学に通っていた。大人になり、音響監督がしていた放送表現教育センターに通いつつ、色々なオーディションを受けていたが、結果が出なかった。親の反対を押し切っていた後ろめたさもあり、「ダラダラ続けるだけでは、結果なんか出っこない」という気持ちはあった。その時、声優アワードに出会って、自分の中でケジメを付けて、「これを最後に全力で臨もう。それで終わりにしよう」と決心して参加していた。
第9回声優アワード新人発掘オーディションにおいて、合格を果たした。2015年9月から2017年8月31日まで、イエローテイルに所属していた。
2016年12月から2019年2月28日まで、ミステリー・ガールズ・プロジェクトに加入していた。ミステリー・ガールズ・プロジェクトでは、MIHOとして活動していた。
2019年4月、ステイラックに所属した。

## 人物
好きな飲食物は、抹茶、抹茶味の食べ物全般、野菜である。
中学高校時代は日本語演劇部に所属していた。
歴史とくに日本史が好きで、大学の歴史社会学科・日本史専攻を卒業した。
宅地建物取引士、なぎなた初段、防火防災管理責任者の資格を有している。

## 出演
太字はメインキャラクター。

### テレビアニメ
2016年
- 灼熱の卓球娘（女子3）

2017年
- 神撃のバハムート VIRGIN SOUL（悪魔子供）

2018年
- 剣王朝（女官B）
- PERSONA5 the Animation（女子生徒B）

2020年
- NOBLESSE -ノブレス-（ツレの女、女生徒）
- D4DJ First Mix（女生徒）

2021年
- EX-ARM エクスアーム（レポーター）
- 擾乱 THE PRINCESS OF SNOW AND BLOOD
- 憂国のモリアーティ（女A）
- アイドリッシュセブン Third BEAT!（女子高校生A）
- ブルーピリオド（試験官）
- 世界最高の暗殺者、異世界貴族に転生する（母親）

2022年
- 最近雇ったメイドが怪しい（女子生徒A）

2023年
- 転生王女と天才令嬢の魔法革命（令嬢）
- トモちゃんは女の子!（御崎の母）
- デキる猫は今日も憂鬱（街の人々、女性C、母）
- 幻日のヨハネ -SUNSHINE in the MIRROR-
- ダークギャザリング（愛依のおば）

2024年
- ガールズバンドクライ（女子高生）
- 終末トレインどこへいく?（OLゾンビ、ゾンビ）
- 夜桜さんちの大作戦（女性客、仲居、娘、実験体、凶一郎〈幼少期〉）
- 歴史に残る悪女になるぞ（女子生徒）

2025年
- トリリオンゲーム（女優）
- 戦隊大失格（女性観客）
- クラシック★スターズ（女子）

### OVA
- フラグタイム（2019年[17]）

### Webアニメ
2020年
- ヤンデレオペラ アンコール（桜沢イズミ）

2021年
- The Missing 8（デスリリー）

2024年
- SAND LAND: THE SERIES（プールの女性）

### ゲーム
2015年
- ヘルプ!!!恋が丘学園おたすけ部（榎原可南、李明華）
- サウザンドメモリーズ 〜千の絆と一太刀の裏切り〜（憂世の踊り子ローシェ）
- 戦姫インペリアル（モーツァルト）

2016年
- 東京ハーレム（羽沢小夜）
- ビーナスイレブンびびっど!（水縁しずく）
- サウザンドメモリーズ 〜千の絆と一太刀の裏切り〜（百神の五行式師アスカ、機巧の禍者キキョウ）
- ドラゴンハンターCOOP（女性デフォルトボイス）
- 刺青の国（町田市）
- 萌え萌え2次大戦(略)3（マチルダ、ベローチェ）

2017年
- TOKYO TATTOO GIRLS（Machida City）
- 神航の地平線（エルメダ）
- 白と黒のアリス
- サウザンドメモリーズ（溢光の撃滅手セヴリーヌ）
- 蝶々事件ラブソディック

2018年
- 天涯ニ舞ウ、粋ナ花（たつ）
- CharadeManiacs（監視者/バウンサー）
- 戦国DRIVE（女主人公、濃姫）
- 三国ドライブ（韓当、龐統、荀彧）
- 白と黒のアリス -Twilight line-
- サウザンドメモリーズ（初参の機巧詣者キキョウ）

2019年
- 神姫覚醒メルティメイデン（サイン）
- ドラゴンエッグ（セイレーン）
- 夢現Re:Master
- 東京コンセプション（磯撫でオルカ）
- BUSTAFELLOWS

2020年
- メモリアルレコード（ソフィ）
- 戦女物語:ヴァルキリーヒーローズサガ（モニカ）
- ビッグバッドモンスターズ（ラナ）
- オランピアソワレ
- エコーズオブパンドラ（IS-3、四式中戦車、M36ジャクソン、SU-76、九一式、M37）
- 蒼焔の艦隊（F・ソフィア）
- ビルシャナ戦姫 〜源平飛花夢想〜（常盤御前）

2022年
- Ghostwire: Tokyo(喜奇童子、照法師、店内ナレーション)
- ヴェルヴェット・コード（妙高、青葉）
- ワールドフリッパー（ルシアーダ）
- 天獄ストラグル -strayside-（Hari）
- 異世界に飛ばされたらパパになったんだが 〜 精霊騎士団物語 〜（オーラ）
- フェアリーフェンサー エフ Refrain Chord（ジュヌーン）
- ユアマジェスティ（ノクシーヌ）
- モンスターストライク（2022年 - 2023年、ヨルズ、モールス〈ファン〉、シキノ・クローネ）

2023年
- Hi-fi RUSH（LU-C1LLE、CAR-11E、OL-404）
- 逆転オセロニア（糸雪）
- クイズRPG 魔法使いと黒猫のウィズ（田中ぷらずま）
- 五等分の花嫁 〜彼女と交わす五つの約束〜
- ハリー・ポッター：魔法の覚醒（クイ・レブロン）
- ネバーアフター〜逆転メルヘン〜（アサシン女）
- 英傑大戦（悼倡后）

2024年
- 英傑大戦（徐義、千手の前、心眼のナギ、歩夫人）
- マツリカの炯-kEi- 天命胤異伝

### ドラマCD
2020年
- フラグタイム Blu-ray Timeless Edition Special Secret CD 外伝「少女卓球大戦」

### 吹き替え
- マロナの幻想的な物語り（2020年、イシュトヴァンの妻の友人1[62]）
- 攻略うぉんてっど!〜異世界救います!?〜（2023年、電話音声）
- 龍族 -The Blazing Dawn-（2024年、学生）
- シークレット キャッチ!ティニピン(2025年、チョキピン)

### ラジオ
パーソナリティ
- 拝師みほのradioclub.jp NEXT（2016年、かつしかFM）[63]
- 戦姫インペリアルfrom英雄戦姫（2016年、音泉、HiBiKi Radio Station）[64]

ゲスト
- 文化放送ウェンズデープレミアム 青木瑠璃子の声優アワード ナビゲーション！（2016年、文化放送）[65]
- 新田ひよりのcafe de radioclub.jp（2016年2月、3月、渋谷クロスFM）[66]
- ほめられてのびるらじおZ（2016年、音泉、第459回）[67]
- VOJAラジッ！榊原暁のさとらないト！（2017年、FM山形）[68]
- シークレットベース〜Kステーション〜近藤佳奈子（2017年、第73回）[69]
- Afternoon SALUS（2017年、FMサルース）[70]
- 坂井賢太郎の昭和バンザイ（2017年、2018年、FM世田谷）[71][72]

#### ラジオドラマ
- きくドラ 〜ラジオドラマで聴く名作文学〜
  - Oヘンリ「賢者の贈り物」（デラ [73]）
  - ユーゴー「レ・ミゼラブル-ジャン・ヴァルジャン-」（宿屋の女主人[74]）
  - イプセン「人形の家」（ノラ [75]）
- 白間美瑠のサクラバシ919「ユアマジェスティ ボイスドラマ」（2022年、ノクシーヌ、ラジオ大阪）

### インターネットテレビ
- ヘルプ!!!恋が丘学園おたすけ部 公式生放送（2015年8月 - 12月、SHOWROOM）[76][77]
- 女の子の叫び声はお好きですか？（2017年11月 - 2018年6月、トーキョーボイスチャンネル、FRESH!、ニコニコ生放送）[78]

### 朗読劇
- 声の魔法館ヴア・シャルム 第16回公演『霧の森』（2018年8月17日 - 18日） - エリーヌ 役[79]

### オーディオブック
- ララピポ（2020年[80]）
- パレード（2020年、松園貴和子[81]）

### 書籍
- 声優のマネージャーになる! 声優マネージャーの養成指南本（一迅社、2016年4月30日発売、ISBN 978-4758014915）[82]

### パチンコ
- Pぶいぶい！ゴジラ かいじゅう大集合!!（2019年、ゴジラ、モスラ、モスラ（幼虫）、アンギラス、ガイガン、キングギドラ、ラドン、機龍）[83]

### デジタルコミック
- シャーリー（2020年、女生徒）[84]
- どっちもどっち（2020年、女性社員、女の子）
- 恋の仕方がわからない（2022年、あかり、女友達A、女子生徒C[85]）
- やらしい裏アカくんはさみしがり（2022年、アシスタント、女性1、女性4、女性7[86]）
- 浪川&岡本 ボイコミ ラボ
  - かぎぎつね（2022年、かのんの母[87]）
  - ジュース（2022年、ユリ[88]）
- 美女と野獣の死亡フラグが立っている悪役に転生したけど、魔法使いと恋に落ちそうです!?（2023年、魔女）[89]
- 死んだら悪役令息で幻のΩなんて冗談じゃない!（2023年、義母、侍女2）[90]
- BLゲームの主人公の弟であることに気がつきました（2023年、野兎愛美・女子生徒5・10・17）[91]
- 偽モテ男に恋愛指南は荷が重い（2024年、女子小学生1、女子高校生3・7・9、女優1・通行人女性1[92]）

### その他コンテンツ
- よみうりランド ｢グッジョバ!!｣エリア内 キャンパスチャレンジシステムボイス(2020年)[93]
- 『異世界ひろゆき』コミックス発売プロモーション動画（メソール、2022年）[94]